# 磁层永坍缩体
磁层永坍缩体（Magnetospheric eternally collapsing objects 或缩写为 MECOs），是由印度科学家阿布哈斯·米特拉于1998年提出的一种代替黑洞的理论模型，后由达里尔·莱特（Darryl Leiter）和斯坦利·罗伯逊（Stanley Robertson）完善化。它们是特殊的永坍缩体。